# Бру (народность)

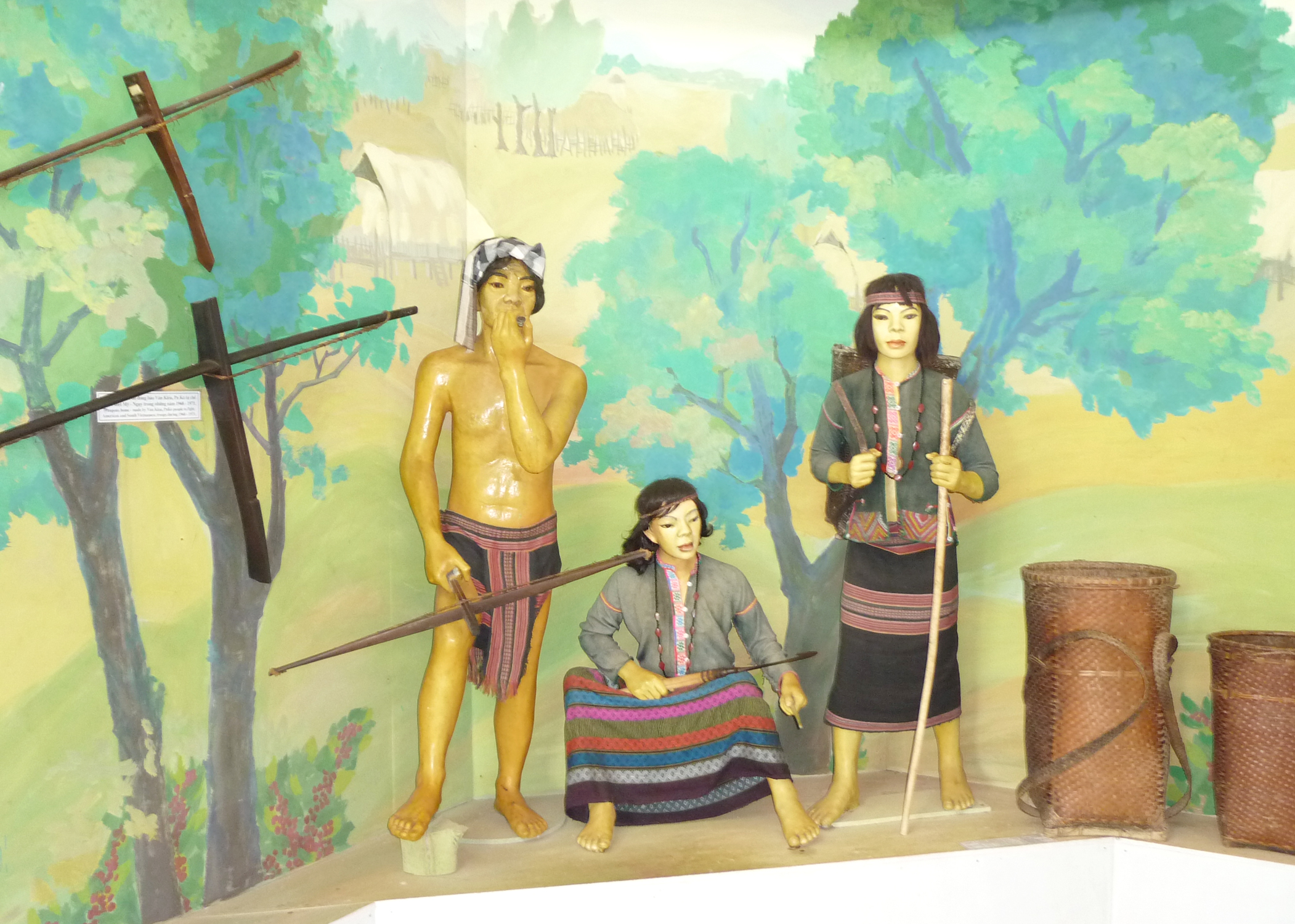
Бру в традиционной одежде
(манекены в музее Кхешани)

Бру (брао) (что означает буквально «человек, живущий в лесу») — катуйский народ, проживающий во Вьетнаме, Лаосе и Таиланде. В советской и российской этнографии их включают в группу горных кхмеров). Лингвистически и культурно близки к мнонгам, но подверглись сильному влиянию Лаоса.
Всего бру насчитывается около 82 тысяч человек. Разговаривают на языках бру, также распространён лаосский язык.
Во Вьетнаме проживают в центральной его части в горных районах, пограничных с Лаосом — провинциях Куангбинь, Куангчи, Даклак и Тхыатхьен-Хюэ, в Лаосе — в провинциях Кхаммуан (район Буалапха) и Саваннакхет (район Сепон).
Они близки к мнонгам — горно-кхмерской народности, которая, несмотря на родство, отдалена от горных кхмеров политически и исторически. В общественной жизни сохранились пережитки первобытного строя. Наблюдается имущественное расслоение.
Основной род деятельности народа бру — ручное подсечно-огневое земледелие (бобы, рис, кукуруза). Также занимаются собирательством, охотой и различными ремёслами.
Бру — приверженцы буддизма, наряду с которым сохранился культ предков, поклонение духам риса и огня. До нас дошло такое культурное наследие брао, как сказки и предания, в которых очень много сюжетов о животных. Самый умный — заяц, победитель — тигр.